# Шимерман, Армин
Армин Шимерман (англ. Armin Shimerman; род. 5 Ноября, 1948) — американский актёр, актёр озвучивания и сценарист, сыгравший роль Кварка в телевизионном сериале «Звёздный путь: Глубокий космос 9».

## Биография
Армин Шимерман родился в еврейской семье в Лейквуде, Нью-Джерси. Мать Сьюзен, бухгалтер, и отец Герберт Шимерман, маляр. Когда Армину было 15 лет, его семья переехала в Лос-Анджелес, где мать записала его в драмкружок. Играл на трубе в музыкальной группе средней школы Санта-Моники. Окончил Калифорнийский университет в Лос-Анджелесе, а затем работал в Old Globe Theatre в Сан-Диего. Позже отправился в Нью-Йорк, где служил в Impossible Ragtime Theater. Вернувшись в Лос-Анджелес, он получил роли в двух сериях CBS, тем самым начав свою кинокарьеру.

## Карьера
Получил широкую известность за роль Ференги Кварка, владельца бара в телесериале «Звёздный путь: Глубокий космос 9», хотя его участие во франшизе Звездного пути началось еще со Звёздный путь: Следующее поколение. Кварк, персонаж Шимермана, стал одним из самых известных персонажей телесериала. По собственному признанию, любимым эпизодом является «Little Green Men» (сезон 4, эпизод 8), где он показан капитаном корабля.
Наряду с Мариной Сиртис, Джонатаном Фрейксом, Джоном де Ланси, Майклом Ансара и Ричардом По, он один из немногих актеров, сыгравших одного и того же персонажа в трех разных сериалах «Звёздного пути»: в «Следующем поколении», «Глубокий космос Девять» и «Вояджере».

## Фильмография
- Звёздный путь: Глубокий космос 9 (ТВ-сериал) (1993) Star Trek: Deep Space Nine … Кварк (Звёздный путь)